# 나치-후지코시
나치-후지코시(Nachi-Fujikoshi Corp., 株式会社不二越, Kabushiki-gaisha Fujikoshi, 상표명: Nachi)는 산업용 로봇, 가공 도구, 시스템 및 기계 부품으로 유명한 일본 기업이다.
나치-후지코시는 도쿄 증권거래소에 상장되어 있으며, 2014년 1월 현재 50개사(국내 22개, 해외 28개)로 구성되어 있다.

## 역사
1928년 일본 도야마 시에서 설립된 나치-후지코시는 이무라 코키의 리더십 하에 설립되었다. 원래 절단 및 공작 기계 생산에 중점을 두었던 이 회사는 1929년까지 제품군을 확장하여 쇼와 천황의 승인을 받은 쇠톱 블레이드를 포함하게 되었다.

## 같이 보기
- 산업용 로봇